# Ящик
Я́щик (д.-рус. аскъ, ɪаскъ, від дав.-сканд. askr — «дерев'яна посудина») — виріб з дощок, фанери і т. ін. (переважно чотирикутний), який використовують для пакування, зберігання або перенесення чого-небудь. Аналогічний виріб з картону називають коробкою.

## Тара
Ящик, або короб, укупорка, ящикова тара) — транспортна тара з корпусом, що має у перерізі, паралельному дну (горизонтальному перетині), переважно форму прямокутника з дном, двома торцевими та бічними стінками, з кришкою чи без неї.

## Види ящиків
- Абонентська скринька
- Бонбоньєрка — коробка для цукерок
- Валіза — ящик з прикріпленою кришкою для дорожніх речей
- Виборча урна — ящик для бюлетенів
- Грабарка — великий ящик для землі, встановлений на возі, колись вживаний землекопами (грабарями)
- Засік — ящик для зберігання зерна, картоплі, інших коренеплодів, іноді борошна
- Кам'яний ящик — стародавня поховальна споруда
- Каса — спеціальна скринька для зберігання грошей, цінних паперів, а також скринька з комірками для літер друкарського шрифту
- Карнавка — скринька з отвором у кришці для збирання грошей (милостині), встановлювана переважно в церкві
- Кіш — ящик для зерна над жорнами
- Контейнер — великий ящик для перевезення вантажів без упакування
- Контейнер для сміття
- Короб — великий прямокутний кошик
- Коробка-ліжко — ліжко у вигляді шафи або великого ящика, що вживалося в Європі до XIX—XX ст.ст.
- Кофр — скриня, валіза або дорожня сумка з декількома відділеннями та пружним каркасом для утримання форми
- Льодівня — ящик з льодом для зберігання продуктів
- Зарядний ящик
- Лоток — ящик для торгівлі на вулиці
- Мучни́к — ящик для збору борошна в млині
- Опока — металевий або дерев'яний ящик без дна і верху, що утримує формувальну суміш під час виготовлення ливарних форм
- Пенал — довга коробочка, футляр для писального приладдя
- Погрібе́ць — застаріла назва дорожньої скриньки з харчами і напоями[3]
- Поштова скринька
- Посилочний ящик — ящик, призначений для пересилання поштою посилок
- Прискринок — невеличкий ящик для дрібних речей у верхній частині бокової стінки скрині, скриньки
- Пу́дло, пуде́лко — діалектна назва ящичка, футляра[4][5]
- Райок — ящик із збільшувальними лінзами для розгляду картинок, показ яких супроводжувався жартівливими поясненнями в римованій прозі
- Рака — ящик для мощей
- Рунду́к — великий ящик з кришкою
- Скринька — маленька коробка для зберігання коштовностей, яких-небудь дрібних предметів і т. ін., а також ящик із щілиною для листів, бюлетенів та ін.
- Скриня — великий ящик з кришкою для зберігання речей
- Твори́ло — ящик для гашення вапна[6]
- Футляр — спеціальний ящичок для зберігання деяких речей
- Хлібниця — ящик для зберігання хліба
- Цинка — розмовна назва ящика для боєприпасів, виготовленого із нержавної сталі
- Шабату́ра, шабату́рка — діалектна назва скриньки, коробки[7]
- Шкатулка — невеличка скринька для зберігання дрібних речей
- Шухляда — висувний ящик
- Ящик для пляшок

## Інше
- Слово «ящик» містять в своєму найменуванні деякі пристрої, що зараз вже несхожі формою на нього (наприклад, бортовий самописець у просторіччі називають «чорним ящиком»).
- «Ящиком» в Україні традиційно називали кузов воза, саней.
- У літературі з популярної радіотехніки приблизно до середини 1960-х років корпус радіоприймача також називали ящиком.[8]